# VM i ishockey 1999 (kvinder)
VM i ishockey for kvinder 1999 var det 5. VM i ishockey for kvinder. Mesterskabet blev arrangeret af IIHF og blev afviklet i tre niveauer med deltagelse af 22 hold. Formatet for kvindernes VM var blevet ændret siden sidste VM. For det første havde IIHF besluttet at mesterskabet fremover skulle afvikles hvert år i stedet for hvert andet år. Samtidig indførtes en afvikling af VM i tre niveauer: A-VM med 8 hold, B-VM med 8 hold samt kvalifikation til B-VM med de resterende hold, og der blev ligeledes indført op- og nedrykning mellem de tre niveauer. Fordelingen af hold på niveauerne blev afgjort ved en kvalifikationsturnering i 1998.
Det egentlige verdensmesterskab (A-VM) blev afviklet i Espoo og Vantaa i Finland i perioden 8. – 14. marts 1999 med deltagelse af otte hold. Medaljevinderne var de samme som ved de foregående fire mesterskaber. Guldet gik til Canada, mens USA vandt sølv og værtslandet Finland bronze.
De øvrige rækker blev spillet på forskellige terminer i løbet af foråret 1999:
B-VM (8 hold) i Colmar, Frankrig i perioden 21. – 28. marts 1999.
Kval. til B-VM (Europa) (4 hold) i Székesfehérvár, Ungarn i perioden 19. – 21. marts 1999.
Kval. til B-VM (Asien) (2 hold) i Pyongyang, Nordkorea den 19. marts 1999.
| A-VM   | A-VM     |
| ------ | -------- |
| Guld   | Canada   |
| Sølv   | USA      |
| Bronze | Finland  |
| 4.     | Sverige  |
| 5.     | Kina     |
| 6.     | Rusland  |
| 7.     | Tyskland |
| 8.     | Schweiz  |

| B-VM | B-VM      |
| ---- | --------- |
| 9.   | Japan     |
| 10.  | Norge     |
| 11.  | Frankrig  |
| 12.  | Tjekkiet  |
| 13.  | Letland   |
| 14.  | Danmark   |
| 15.  | Slovakiet |
| 16.  | Holland   |

| Kval. til B-VM | Kval. til B-VM | Kval. til B-VM | Kval. til B-VM |
| Europa         | Europa         | Asien          | Asien          |
| -------------- | -------------- | -------------- | -------------- |
| 1.             | Italien        | 1.             | Kasakhstan     |
| 2.             | Storbritannien | 2.             | Nordkorea      |
| 3.             | Ungarn         |                |                |
| 4.             | Sydafrika      |                |                |

## Kvalifikation
Eftersom VM for første gang skulle afvikles på flere niveauer, blev de otte deltagende hold i A-VM fundet således:
- De fem bedste hold fra VM 1997 – Canada, USA, Finland, Kina og Sverige – var direkte kvalificerede.
- De resterende tre ledige pladser gik til de tre bedst placerede hold i en kvalifikationsturnering med 10 hold.

Kvalifikationsturneringen var opdelt i to faser. Seks hold var direkte kvalificerede til anden kvalifikationsrunde, hvor otte hold spillede om tre ledige pladser ved A-VM:
- Nr. 6-8 fra VM 1997: Rusland, Schweiz og Norge.
- Nr. 6 fra A-EM 1996: Tyskland.
- Nr. 1-2 fra B-EM 1996: Danmark og Letland.

I første kvalifikationsrunde spillede de sidste fire hold om to ledige pladser i anden kvalifikationsrunde:
- Nr. 3-6 fra B-EM 1996: Tjekkiet, Slovakiet, Frankrig og Holland.

De syv hold, der ikke kvalificerede sig til A-VM, spillede B-VM sammen med det næstbedste asiatiske hold, Japan.

### Første kvalifikationsrunde
I første kvalifikationsrunde spillede fire hold om to ledige pladser i anden kvalifikationsrunde. Holdene spillede alle-mod-alle, og de to bedste hold gik videre til anden kvalifikationsrunde. Turneringen blev spillet 27. – 29. januar 1998 i Colmar, Frankrig, og sammen med Tjekkiet gik værtslandet videre til næste runde.
| Dato  | Kamp                 | Res. | Perioder      |
| ----- | -------------------- | ---- | ------------- |
| 27.1. | Tjekkiet - Holland   | 7-2  | 2-0, 2-0, 3-2 |
| 27.1. | Frankrig - Slovakiet | 4-1  | 2-0, 1-1, 1-0 |
| 28.1. | Tjekkiet - Slovakiet | 7-2  | 1-1, 3-1, 3-0 |
| 28.1. | Frankrig - Holland   | 7-1  | 4-0, 2-1, 1-0 |
| 29.1. | Slovakiet - Holland  | 4-0  | 2-0, 1-0, 1-0 |
| 29.1. | Frankrig - Tjekkiet  | 2-4  | 0-1, 1-3, 1-0 |

| Gruppe A  | Kampe | Mål   | Point |
| --------- | ----- | ----- | ----- |
| Tjekkiet  | 3     | 18-60 | 6     |
| Frankrig  | 3     | 13-60 | 4     |
| Slovakiet | 3     | 07-11 | 2     |
| Holland   | 3     | 03-18 | 0     |

### Anden kvalifikationsrunde
I anden kvalifikationsrunde, der blev afviklet 23. – 27. marts 1998, spillede otte hold om tre ledige pladser ved A-VM. De otte hold blev inddelt i to grupper med fire hold, der spillede alle-mod-alle. De to gruppevindere – Schweiz og Tyskland – kvalificerede sig til A-VM, mens de to toere spillede om den sidste A-VM-plads i en playoff-kamp, hvor Rusland vandt over Norge.
Gruppe A i Huttwil, Schweiz
| Dato | Kamp               | Res. | Perioder      |
| ---- | ------------------ | ---- | ------------- |
|      | Norge - Letland    | 6-0  | 2-0, 3-0, 1-0 |
|      | Schweiz - Tjekkiet | 3-0  | 0-0, 2-0, 1-0 |
|      | Norge - Tjekkiet   | 2-2  | 0-1, 0-0, 2-1 |
|      | Schweiz - Letland  | 6-1  | 1-0, 3-0, 2-1 |
|      | Tjekkiet - Letland | 2-1  | 0-0, 1-1, 1-0 |
|      | Schweiz - Norge    | 7-1  | 2-0, 3-0, 2-1 |

| Gruppe A | Kampe | Mål   | Point |
| -------- | ----- | ----- | ----- |
| Schweiz  | 3     | 16-20 | 6     |
| Norge    | 3     | 9-9   | 3     |
| Tjekkiet | 3     | 4-6   | 3     |
| Letland  | 3     | 02-14 | 0     |

Gruppe B i Füssen, Tyskland
| Dato | Kamp                | Res. | Perioder      |
| ---- | ------------------- | ---- | ------------- |
|      | Rusland - Frankrig  | 14-1 | 3-0, 2-1, 9-0 |
|      | Tyskland - Danmark  | 12-0 | 1-0, 6-0, 5-0 |
|      | Frankrig - Danmark  | 2-1  | 1-0, 1-0, 0-1 |
|      | Tyskland - Rusland  | 4-1  | 1-0, 2-1, 1-0 |
|      | Tyskland - Frankrig | 10-0 | 2-0, 6-0, 2-0 |
|      | Rusland - Danmark   | 3-2  | 0-0, 2-0, 1-2 |

| Gruppe B | Kampe | Mål   | Point |
| -------- | ----- | ----- | ----- |
| Tyskland | 3     | 26-10 | 6     |
| Rusland  | 3     | 18-70 | 4     |
| Frankrig | 3     | 03-25 | 2     |
| Danmark  | 3     | 03-17 | 0     |

Playoff-kamp i Füssen, Tyskland
| Dato  | Kamp            | Res. | Perioder      |
| ----- | --------------- | ---- | ------------- |
| 27.3. | Rusland - Norge | 6-1  | 1-0, 4-1, 1-0 |

Opsummering
| Kvalificeret til A-VM    | Kvalificeret til B-VM                                     |
| ------------------------ | --------------------------------------------------------- |
| Tyskland Schweiz Rusland | Norge Tjekkiet Frankrig Letland Danmark Slovakiet Holland |

## A-VM
De otte deltagende hold spillede først en indledende runde i to grupper med fire hold. De to bedste hold fra hver gruppe gik videre til finalerunden om placeringerne 1-4, mens de to lavest placerede hold i hver grupper fortsatte i nedrykningsrunden om 5. – 8.-pladsen.

### Indledende runde

#### Gruppe A
| Dato | Kamp              | Res. | Perioder      |
| ---- | ----------------- | ---- | ------------- |
| ?.3. | USA - Rusland     | 10-2 | 2-2, 4-0, 4-0 |
| ?.3. | Kina - Sverige    | 1-3  | 0-2, 1-0, 0-1 |
| ?.3. | Kina - Rusland    | 3-2  | 1-0, 0-2, 2-0 |
| ?.3. | Sverige - USA     | 0-11 | 0-3, 0-4, 0-4 |
| ?.3. | Sverige - Rusland | 7-0  | 4-0, 2-0, 1-0 |
| ?.3. | USA - Kina        | 6-0  | 1-0, 2-0, 3-0 |

| Gruppe A | Kampe | Mål   | Point |
| -------- | ----- | ----- | ----- |
| USA      | 3     | 27-20 | 6     |
| Sverige  | 3     | 10-12 | 4     |
| Kina     | 3     | 04-11 | 2     |
| Rusland  | 3     | 04-20 | 0     |

#### Gruppe B
| Dato | Kamp               | Res. | Perioder      |
| ---- | ------------------ | ---- | ------------- |
| ?.3. | Canada - Schweiz   | 10-0 | 2-0, 6-0, 2-0 |
| ?.3. | Finland - Tyskland | 9-0  | 3-0, 1-0, 5-0 |
| ?.3. | Tyskland - Canada  | 0-13 | 0-4, 0-6, 0-3 |
| ?.3. | Finland - Schweiz  | 7-0  | 1-0, 2-0, 4-0 |
| ?.3. | Tyskland - Schweiz | 5-4  | 1-1, 2-0, 2-3 |
| ?.3. | Finland - Canada   | 0-1  | 0-0, 0-1, 0-0 |

| Gruppe B | Kampe | Mål   | Point |
| -------- | ----- | ----- | ----- |
| Canada   | 3     | 24-00 | 6     |
| Finland  | 3     | 16-10 | 4     |
| Tyskland | 3     | 05-26 | 2     |
| Schweiz  | 3     | 04-22 | 0     |

### Nedrykningsrunde
De fire hold, der sluttede på tredje- eller fjerdepladsen i grupperne i den indledende runde, spillede i Vantaa om 5. – 8.-pladsen og om at undgå én nedrykningsplads til B-VM.
| Dato               | Kamp               | Res. | Perioder      |
| ------------------ | ------------------ | ---- | ------------- |
| Semifinaler        |                    |      |               |
| 12.3.              | Tyskland - Rusland | 2-6  | 0-1, 1-1, 1-4 |
| 12.3.              | Kina - Schweiz     | 3-2  | 1-2, 1-0, 1-0 |
| Kamp om 7.-pladsen |                    |      |               |
| 14.3.              | Tyskland - Schweiz | 3-0  | 0-0, 1-0, 2-0 |
| Kamp om 5.-pladsen |                    |      |               |
| 14.3.              | Kina - Rusland     | 4-1  | 3-0, 1-1, 0-0 |

### Finalerunde
De fire hold, der sluttede på første- eller andenpladsen i grupperne i den indledende runde, spillede i Espoo semifinaler, bronzekamp og finale om guld-, sølv- og bronzemedaljer.
| Dato        | Kamp              | Res. | Perioder      |
| ----------- | ----------------- | ---- | ------------- |
| Semifinaler |                   |      |               |
| 12.3.       | Canada - Sverige  | 4-1  | 1-0, 1-1, 2-0 |
| 12.3.       | Finland - USA     | 1-3  | 1-0, 0-2, 0-1 |
| Bronzekamp  |                   |      |               |
| 14.3.       | Finland - Sverige | 8-2  | 2-1, 4-0, 2-1 |
| Finale      |                   |      |               |
| 14.3.       | Canada - USA      | 3-1  | 0-0, 1-1, 2-0 |

### Medaljevindere
Tekst mangler, hjælp os med at skrive teksten

## B-VM
B-VM blev spillet i Colmar, Frankrig i perioden 21. – 28. marts 1999 og havde deltagelse af de syv hold, som ikke gik videre til A-VM fra kvalifikationen samt det næstbedste asiatiske hold, Japan. Holdene spillede om én oprykningsplads til A-VM og om at undgå to nedrykningspladser til Kvalifikation til B-VM.
Turneringen blev vundet af Japan, som dermed rykkede op i A-VM, mens Slovakiet og Holland, som endte på 7.- og 8.-pladserne, rykkede en række ned.

### Indledende runde

#### Gruppe A
| Dato | Kamp              | Res. | Perioder      |
| ---- | ----------------- | ---- | ------------- |
| ?.3. | Letland - Danmark | 3-1  | 1-0, 1-0, 1-1 |
| ?.3. | Japan - Norge     | 4-0  | 1-0, 2-0, 1-0 |
| ?.3. | Japan - Letland   | 6-2  | 2-1, 1-0, 3-1 |
| ?.3. | Danmark - Norge   | 4-2  | 1-0, 3-1, 0-1 |
| ?.3. | Norge - Letland   | 3-0  | 3-0, 0-0, 0-0 |
| ?.3. | Japan - Danmark   | 6-0  | 1-0, 3-0, 2-0 |

| Gruppe A | Kampe | Mål   | Point |
| -------- | ----- | ----- | ----- |
| Japan    | 3     | 16-20 | 6     |
| Norge    | 3     | 5-8   | 2     |
| Danmark  | 3     | 05-11 | 2     |
| Letland  | 3     | 05-10 | 2     |

#### Gruppe B
| Dato | Kamp                 | Res. | Perioder      |
| ---- | -------------------- | ---- | ------------- |
| ?.3. | Frankrig - Slovakiet | 3-0  | 0-0, 2-0, 1-0 |
| ?.3. | Tjekkiet - Holland   | 9-0  | 4-0, 1-0, 4-0 |
| ?.3. | Frankrig - Holland   | 9-1  | 4-1, 2-0, 3-0 |
| ?.3. | Tjekkiet - Slovakiet | 3-2  | 1-1, 0-1, 2-0 |
| ?.3. | Frankrig - Tjekkiet  | 2-2  | 0-0, 1-2, 1-0 |
| ?.3. | Slovakiet - Holland  | 4-2  | 0-0, 4-1, 0-1 |

| Gruppe B  | Kampe | Mål   | Point |
| --------- | ----- | ----- | ----- |
| Frankrig  | 3     | 14-30 | 5     |
| Tjekkiet  | 3     | 14-40 | 5     |
| Slovakiet | 3     | 6-8   | 2     |
| Holland   | 3     | 03-22 | 0     |

### Nedrykningsrunde
De fire hold, der sluttede på tredje- eller fjerdepladsen i grupperne i den indledende runde, spillede om 5. – 8.-pladsen og om at undgå to nedrykningspladser til kvalifikation til B-VM.
| Dato               | Kamp                | Res. | Perioder      |
| ------------------ | ------------------- | ---- | ------------- |
| Semifinaler        |                     |      |               |
| 26.3.              | Slovakiet - Letland | 0-8  | 0-2, 0-5, 0-1 |
| 26.3.              | Danmark - Holland   | 9-1  | 2-1, 4-0, 3-0 |
| Kamp om 7.-pladsen |                     |      |               |
| 28.3.              | Slovakiet - Holland | 8-7  | 5-4, 1-1, 2-2 |
| Kamp om 5.-pladsen |                     |      |               |
| 28.3.              | Letland - Danmark   | 5-3  | 2-0, 1-1, 2-2 |

### Oprykningsrunde
De fire hold, der sluttede på første- eller andenpladsen i grupperne i den indledende runde, spillede i semifinalerne, bronzekampen og finalen om guld-, sølv- og bronzemedaljer samt én oprykningsplads til A-VM.
| Dato        | Kamp                | Res. | Perioder      |
| ----------- | ------------------- | ---- | ------------- |
| Semifinaler |                     |      |               |
| 26.3.       | Frankrig - Norge    | 2-3  | 1-2, 1-0, 0-1 |
| 26.3.       | Japan - Tjekkiet    | 2-1  | 1-0, 1-1, 0-0 |
| Bronzekamp  |                     |      |               |
| 28.3.       | Frankrig - Tjekkiet | 5-4  | 2-3, 1-0, 2-1 |
| Finale      |                     |      |               |
| 28.3.       | Japan - Norge       | 7-1  | 2-1, 3-0, 2-0 |

## Kvalifikation til B-VM
VM's tredjebedste række hed Kvalifikation til B-VM og fungerede som kvalifikation til B-VM 2000. Seks hold spillede om to oprykningspladser til B-VM, og de seks hold var inddelt i en Europa-pulje med fire hold og en Asien-pulje med to hold. Vinderne af de to puljer kvalificerede sig til B-VM 2000.

### Europa
Europa-puljen blev spillet den 19. – 21. marts 1999 i Székesfehérvár i Ungarn og havde deltagelse af fire hold, der spillede alle-mod-alle. Vinderen – Italien – kvalificerede sig til B-VM 2000.
| Dato  | Kamp                       | Res. | Perioder       |
| ----- | -------------------------- | ---- | -------------- |
| 19.3. | Ungarn - Sydafrika         | 6-0  | 1-0, 3-0, 2-0  |
| 19.3. | Italien - Storbritannien   | 4-1  | 0-0, 1-1, 3-0  |
| 20.3. | Ungarn - Italien           | 1-8  | 0-3, 1-4, 0-1  |
| 20.3. | Sydafrika - Storbritannien | 0-22 | 0-8, 0-2, 0-12 |
| 21.3. | Sydafrika - Italien        | 1-7  | 0-0, 1-3, 0-4  |
| 21.3. | Ungarn - Storbritannien    | 1-9  | 0-1, 1-5, 0-3  |

| Gruppe         | Kampe | Mål   | Point |
| -------------- | ----- | ----- | ----- |
| Italien        | 3     | 19-30 | 6     |
| Storbritannien | 3     | 32-50 | 4     |
| Ungarn         | 3     | 08-17 | 2     |
| Sydafrika      | 3     | 01-35 | 0     |

### Asien
Den asiatiske kvalifikation til B-VM blev vundet af Kasakhstan, som dermed rykkede op i B-gruppen til VM 2000. Eneste modstander var Nordkorea, og de to hold skulle have mødt hinanden i to kampe (ude og hjemme), men efter at have tabt hjemmekampen med 3-4 meldte nordkoreanerne afbud til returkampen i Kasakhstan.
| Dato  | Kamp                   | Res. | Perioder  | Spillested |
| ----- | ---------------------- | ---- | --------- | ---------- |
| 19.3. | Nordkorea - Kasakhstan | 3-4  | ?-?, ?-?  | Pyongyang  |
| 21.3. | Kasakhstan - Nordkorea | 5-0  | Uden kamp | Almaty     |